# Cape St. Mary

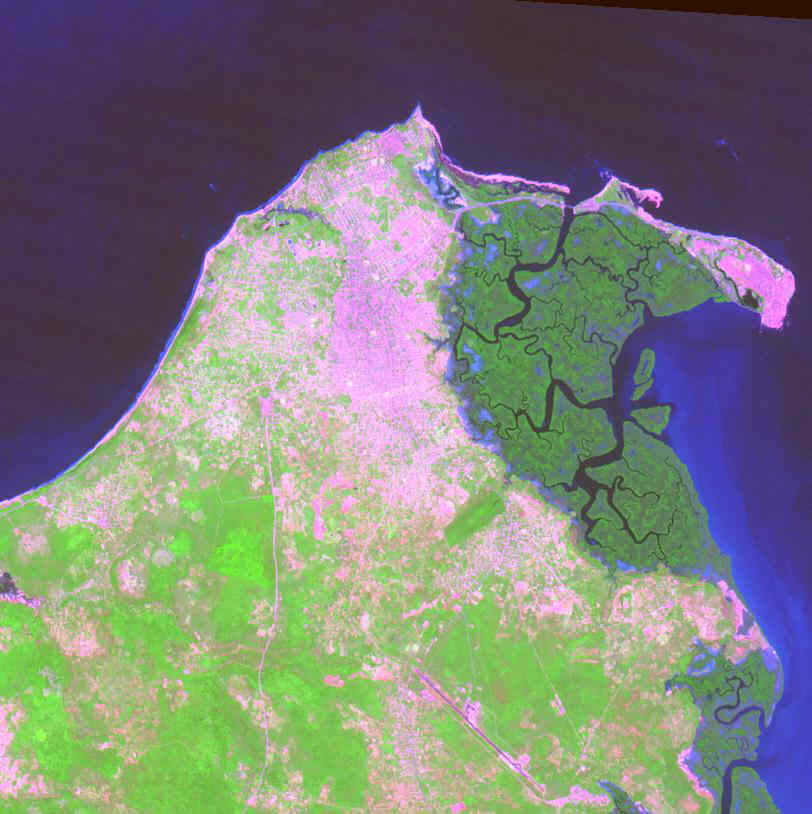
Cape St. Mary (nördliche Spitze in der Mitte) vom All aus

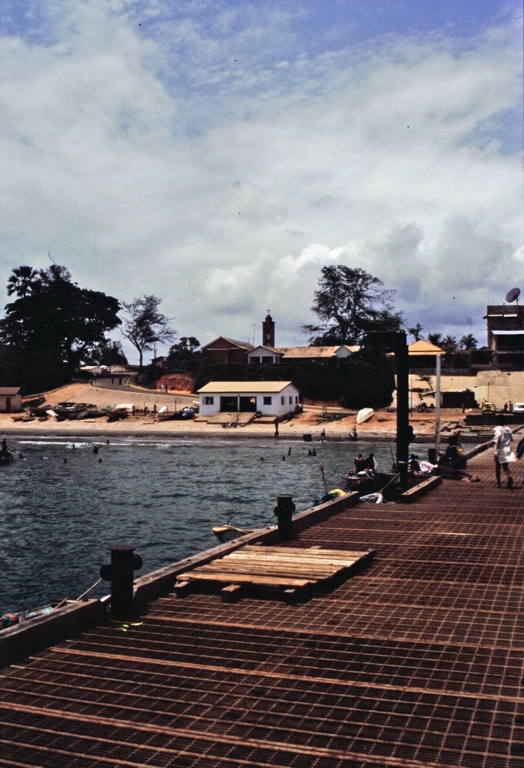
Im Fischereihafen von Bakau, in der Nähe vom Cape St. Mary

Das Kap Cape St. Mary (port. Cabo de Santa Maria), in den Karten auch als Cape Point verzeichnet, liegt an der westafrikanischen Küste Gambias und ragt als der nördlichste Punkt der Kombo-St. Mary Area in das Mündungsgebiet des Gambia.
Die Klippen bei dem Fischerdorf Bakau werden von eisenhaltigen Sandhügeln bestimmt und erreichen eine Höhe von 20 Metern. Die Mündung (Mündungstrichter, auch Ästuar) des Gambia ist mit diesem Punkt bis zum Jinnak Bolon in Senegal geologisch ungefähr 20 Kilometer breit und ist damit der größte Ästuar Afrikas. Durch den Mangrovenwald vor der Insel St. Mary’s Island, dem Tanbi Wetland Complex, verengt sich optisch die Flussmündung auf nur 4,8 Kilometer.
Die Küstengewässer vor Gambia und der Fluss wurden von den portugiesischen Seefahrer als erste Europäer im 15. Jahrhundert erforscht. Wie St. Mary’s Island geht der Name Cape St. Mary auf dem Feiertag Mariä Verkündigung zurück und ist auch der Namensgeber der Kombo-St. Mary Area. Dem Gebiet in dem bis zum 19. Jahrhundert das kleine Königreich Kombo lag.